# Ле Казе (Перуђа)
Ле Казе је насеље у Италији у округу Перуђа, региону Умбрија.
Према процени из 2011. у насељу је живело 70 становника. Насеље се налази на надморској висини од 278 м.